# Нова Локвица
Вижте пояснителната страница за други значения на Локвица.
Нова Локвица (на гръцки: Νέα Μεσολακκιά, Неа Месолакия) е село в Егейска Македония, Гърция, част от дем Амфиполи, област Централна Македония с 436 жители.

## География
Селото е разположено в южния край на Сярското поле, на десния бряг на Струма (Стримонас), западно от Провища (Палеокоми) и северно от Амфиполис.